# Johann II. von Reisberg
Johann II. von Reisberg (; † 30. September 1441) war ein Salzburger Erzbischof im 15. Jahrhundert.

## Biografie

### Herkunft
Die Herren von Reisberg waren ursprünglich wohl steirischer Herkunft, aber seit langem wichtige Salzburger Ministerialen und stellten die Burggrafen der erzbischöflichen Burg Reisberg bei Wolfsberg im Lavanttal. Johann II. studierte in Wien, wurde in Salzburg 1403 Generalvikar und Offizial und 1405 Dompropst. Das bekannte Goldfenster in der Wallfahrtskirche von St. Leonhard bei Tamsweg, von Johann II. gestiftet, zeigt ein authentisches Porträt des Erzbischofs.

### Hussitenkriege
Die Hinrichtung des böhmischen Reformators Johannes Hus 1415 hatte dessen Lehre nicht zum Erlöschen gebracht, sondern in Böhmen zu einem neuen Selbstverständnis und nationalem Selbstbewusstsein geführt. Nach schweren Niederlagen der katholischen Seite erließ der Papst eine Kreuzzugsbulle, die auch in Salzburg verkündet wurde. Erzbischof Johann stellte für den Kampf gegen die Hussiten eine eigene Söldnertruppe auf, der Wiguleius von Volkersdorf und Jörg von Nussdorf vorstanden. Nach vielen Erfolgen wurden die Hussiten schließlich 1436 bei Lipan östlich von Prag vernichtend geschlagen. Im Streit um weitere Geldmittel für den Hussitenfeldzug Albrechts V. von Österreich musste Johann II. sich 1437 verpflichten, weitere 7000 Gulden an Albrecht zu bezahlen.

### Basler Konzil
Zur Vorbereitung des Basler Konzils lud Johann II. 1431 zu einer Provinzialsynode in Salzburg ein. Die Forderungen der Synode betrafen neben dem Kampf gegen die Hussiten die Bestellung von Visitatoren, die zu zahlreichen vielerorts ein geistliches Proletariat bildenden Geistlichen, das Mindestalter von 18. Jahren für Ordensangehörige, und andere Missstände der Kirche wie die Anhäufung von Ämtern, Konkubinat, Simonie, Wucher, Alkoholismus, Gewaltverbrechen und Glücksspiel. Auch die Forderung, dass ein Kleriker nicht einem geheimen Gericht (Feme) unterstellt werden könne, wurde erhoben. Das Konzil selbst endete mit einem Bruch mit Papst Eugen IV., das den Papst 1439 sogar für abgesetzt erklärte.

### Letztes Schisma
Im Streit zwischen Papst Eugen IV. und Gegenpapst Amadeus von Savoyen („Felix V.“) stellte sich der Erzbischof vorsichtig auf die Seite von Felix V. und des Konzils. Zwei weitere Salzburger Provinzialsynoden 1439 und 1440 befassten sich ebenfalls mit der Auseinandersetzung zwischen den beiden Parteien. Das Ende des Schismas hat Johann II. nicht erlebt.

### Geheime westfälische Femegerichte
Kaiser Sigmund versuchte durch den Erlass von Landfriedensgesetzen vergeblich, dem zunehmenden Fehdeunwesen entgegenzutreten. Auch Johann II. selbst war von den Femegerichten betroffen und musste Vertreter nach Westfalen entsenden und seine Position darlegen. Der gehässige Streit dauerte mit Unterbrechungen sehr lange. Erst Kaiser Friedrich III. verbot 1481 dem Salzburger Erzbischof, vor den westfälischen Geheimgerichten zu klagen und erweiterte dieses Verbot zwei Jahre später auf alle Untertanen des Fürsterzbistums.

## Tod
Johann von Reisberg starb am 30. September 1441 in Salzburg und wurde in der Martinskapelle im Salzburger Dom beigesetzt. Das von ihm in der Wallfahrtskirche St. Leonhard ob Tamsweg gestiftete Goldfenster, das ihn im vollen Ornat darstellt, ist das älteste authentische Porträt eines Salzburger Erzbischofs.